# Larry Little

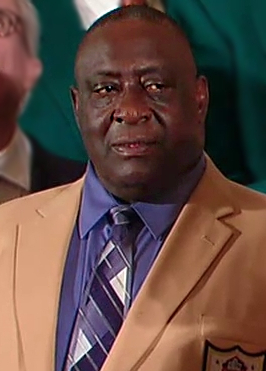
Larry Little em 2013.

Larry Chatmon Little (nascido em 2 de novembro de 1945, Savannah, Geórgia) é um jogador de futebol americano aposentado que atuava como guard na National Football League (NFL). Ele jogou futebol americano universitário pela Universidade de Bethune–Cookman em Daytona Beach, Flórida. Ele começou sua carreira profissional no San Diego Chargers em 1967. Após dois anos em San Diego, ele foi trocado para o Miami Dolphins onde passaria o resto da carreira, se estabelecendo como um dos melhores guards da NFL naquele período.
Little foi nomeado para cinco Pro Bowls e também teve sete seleções para All-Pro. Ele fez parte de uma linha ofensiva dominante que incluía os Hall of Famers Jim Langer e Bob Kuechenberg, que foram fundamentais para a vitória dos Dolphins no Super Bowl VII na temporada perfeita de 1972 e no Super Bowl VIII do ano seguinte. Ele foi eleito como NFL 1970s All-Decade Team, membro do Miami Dolphins Honor Roll e também está no Pro Football Hall of Fame desde 1993.
Em 1999, ele foi colocado como o 79º na lista Da The Sporting News' dos 100 Maiores Jogadores de Futebol [Americano] de todos os tempos.